# Dawn Upshaw
Dawn Upshaw (Nashville, 17 de julho de 1960) é uma soprano estadounidense. 
É conhecida pelo seu talento que abarca todo o tipo de interpretações, desde a ópera até à canção artística, e o seu repertório estende-se desde a música barroca à música contemporânea. 
Vários compositores, como John Harbison, Esa-Pekka Salonen e Kaija Saariaho, escreveram para ela. Recebeu diversos Grammy por interpretações de ópera.

## Discografia

### Gravações como solista
- Ayre (Golijov)/ Folk Songs (Berio) - 2005
- Canciones de Messiaen, Debussy, Golijov & Faure - 2004
- Angels Hide Their Faces(Bach/ Purcell) - 2001
- Canciones de Debussy, Ravel, Milhaud, Roussel, Honegger, Satie, Koechlin, e Dutilleux - 1999
- Dawn Upshaw sings Vernon Duke (Duke) - 1999
- The World So Wide - Ópera Americana de Adams, Barber, Bernstein, Copland - 1998
- Debussy Forgotten Songs: Dawn Upshaw canta Debussy - 1995
- Dawn Upshaw Sings Rodgers & Hart - 1995
- Luna Blanca - Canciones a Morfeo: Warlock, Handel, Monteverdi, Crawford, Seeger, Schwantner, Dowland, Villa-Lobos, Crumb e Purcell - 1995
- Portrait - Canciones de Copland, Delage, Wolf, Schubert, Mozart, Stravinsky, Kim,Canteloube, Bernstein, Sondheim, Blizstein, e Górecki - 1989/1994
- I Wish It So - Canciones de Blitzstein, Sondheim, Weill, Gershwin, e Bernstein - 1993
- Canções de Schumann, Schubert, Wolf, e Mozart - 1993
- Symphony N°3, Op36, Górecki- 1992
- The Girl with Orange Lips - Canciones de Delage, Falla, Kim, Ravel, e Stravinsky - 1990
- Knoxville: Summer of 1915 (Barber) - inclui obras de Harbison, Menotti e Stravinsky - 1988
- Dawn Upshaw canta Wolf, Richard Strauss, Rachmaninoff, Ives, y Weill - 1987
- Italienisches Liederbuch (Wolf) - 1996

### Ópera
- Ainadamar (Golijov) – dir.: Robert Spano - 2005
- L’amour de loin (Saariaho) – dir.: Esa-Pekka Salonen - 2004
- Saint François d’Assise (Messiaen) – dir.: Kent Nagano - 1998
- Werther (Massenet) – dir.: Kent Nagano - 1997
- Theodora (Handel) – dir.: William Christie - 1996
- The Rake's Progress (Stravinsky) – dir.: Kent Nagano - 1996
- Orfeo e Eurídice (Gluck) – dir.: Donald Runnicles - 1996
- La finta giardiniera (Mozart) – dir.: Nikolaus Harnoncourt - 1991
- Chérubin (Massenet) – dir.: Pinchas Steinberg - 1991
- Die Zauberflöte (Mozart) – dir.: Roger Norrington - 1990
- Le nozze di Figaro (Mozart) – dir.: James Levine - 1990
- L'elisir d'amore (Donizetti) – dir.: James Levine - 1989
- Lucio Silla (Mozart) – dir.: Nikolaus Harnoncourt - 1989
- Ariadne auf Naxos (rev 1916) (R. Strauss) – dir.: James Levine - 1986

### Música orquestral
- Três Canções (Golijov) – dir.: Robert Spano - 2007
- Counterpoise (Druckman) – dir.: Wolfgang Sawallisch - 2001
- Chateau de l’âme (Saariaho) – cond: Esa-Pekka Salonen - 2001
- Canções de Auvergne - Vol. I e II (Canteloube) – cond: Kent Nagano - 1993 (Vol. I) 1997 (Vol. II)
- Chantefleurs et Chantefables (Lutoslawski) – cond: Esa-Pekka Salonen - 1994
- Oito poemas de Emily Dickinson: Canções de Aaron Copland - dir.: Hugh Wolff - 1993
- La Damoiselle élue (Debussy) – dir.: Esa-Pekka Salonen - 1993
- Sinfonia n.º 4 (Mahler) – dir.: Christoph Dohnanyi - 1992
- Sinfonia n.º 3 (Górecki) – dir.: David Zinman - 1991
- Cinco canções arranjadas para orquestra por John Adams (Ives)– dir.: John Adams - 1989

### Oratório
- O Menino (Adams) – dir.: Kent Nagano - 2001
- A Criação (Haydn) – dir.: Robert Shaw - 1992
- Te Deum; Magnificat H.74 (Charpentier) – dir.: Neville Marriner - 1990
- Missa n.º 2, en G, D.167 (Schubert) – dir.: Robert Shaw – 1988 (com Missa n.º 6 em mi bemol, D.950 de Schubert)
- Magnificat, BWV 243 (Bach) & Gloria, in D , R.589 (Vivaldi) – dir.: Robert Shaw - 1988

### Música Coral
- Natal com Chanticleer - tradicional - particip. como convidada - 2001

### Obras de Câmara do século XX
- Lyric Suite (Berg) – com Kronos Quartet - 2003
- Dance on a Moonbeam (Crofut) - 1998
- At First Light: Cantata Coral (Harbison)
- Lonh, para soprano e electrónica (Saariaho) - 1997
- Joe Jackson & Friends: Heaven and Hell - 1996
- Lacrymosa (Yanov-Yanovski) – com Kronos String Quartet - 1994
- Quarteto de Cordas n.º 2, op. 10 (Schoenberg) – com The Arditti String Quartet - 1994
- Good Night (Gorecki) - 1993
- Simple Daylight (Harbison) - Gilbert Kalish, piano - 1991

### Música de teatro
- Bright Eyed Joy (Gordon) - 2001
- Leonard Bernstein's New York (Bernstein) - 1995
- Oh, Kay! (Gershwin) - 1994